# Sonic Dash
Sonic Dash é um jogo eletrônico de plataforma de corrida infinita desenvolvido pela Hardlight e publicado pela Sega. Esse é o segundo jogo da série Sonic the Hedgehog pra celular, o primeiro sendo Sonic Jump de 2005 e seu remake de 2012. O jogo foi lançado no dia 7 de março de 2013 para iOS, 26 de novembro de 2013 para Android, 2 de junho de 2014 para Arcade, e 3 de dezembro de 2014 para Microsoft Windows.
O jogo teve uma sequela baseada na franquia Sonic Boom, intitulada Sonic Dash 2: Sonic Boom, que foi lançada para aparelhos Android no dia 1 de julho de 2015.
O jogo a princípio estreou tendo (além do Sonic) 8 personagens jogáveis desbloqueáveis: Tails, Knuckles, Shadow, Amy, Blaze, Silver, Rouge e Cream. Um personagem exclusivo para a versão Android chamado Andronic (o robô mascote da Android pintado nas mesmas cores e com o rosto do Sonic) também foi lançado. Em 31 de outubro de 2013 Zazz de Sonic Lost World foi acrescentado como um segundo chefe. Em maio de 2016 Espio foi acrescentado no jogo. Em agosto do mesmo ano o Sonic Clássico também foi inserido como personagem jogável.
Alguns eventos especiais envolvendo personagens introduções temporárias de personagens de outras empresas também tem ocorrido no jogo. Em junho de 2015 Red, Chuck e Bomb, como eles aparecem em Angry Birds Epic, foram inseridos no jogo e o jogo foi temporariamente renomeado como Angry Birds Sonic Dash Epic. Em dezembro de 2016 ocorreu uma promoção da Sanrio introduzindo os personagens Hello Kitty, My Melody, Chococat e Badtz-Maru. Em fevereiro de 2018 uma nova promoção permitiu jogadores desbloquearem Pac-Man e Ms. Pac-Man como personagens jogáveis juntamente de seu próprio chefe (Bash) e inimigos.